# تأثیر دنیاگیری بیماری کووید–۱۹ بر دین
دنیا گیر شدن کووید-۱۹ از راه‌های گوناگون بر دین تأثیر گذاشته‌است، از جمله لغو مراسم عبادی ادیان مختلف، تعطیلی مدارس یکشنبه و همچنین لغو زیارتها پیرامون مناسبت‌ها و اعیاد. بسیاری از کلیساها، کنیسه‌ها، مساجد و معابد در حین دنیاگیری عبادت را از طریق پخش ویدیویی زنده برگزار کرده‌اند.
بالهای امدادی سازمانهای مذهبی مواد ضد عفونی کننده، دستگاه تنفس کننده هوا، محافظ‌های صورت، دستکش، معرفهای اسید نوکلئیک کروناویروس، تهویه کننده، مانیتورهای بیمار، پمپ‌های سرنگ، پمپ‌های تزریق و مواد غذایی به مناطق آسیب دیده اعزام کرده‌اند. کلیساهای دیگر آزمایش COVID-19 رایگان را به مردم ارائه داده‌اند. پیروان بسیاری از مذاهب گرد هم آمده‌اند تا برای پایان دادن به بیماری همه گیر کووید-۱۹، برای افراد مبتلا به آن و همچنین خرد برای پزشکان و دانشمندان برای مقابله با این بیماری دعا کنند.